# س. فرانك بينيت
س. فرانك بينيت (بالإنجليزية: C. Frank Bennett)‏ هو أحيائي أمريكي، ولد في 1960.